# Skellefteå Kraft Arena
Le Skellefteå Kraft Arena est une patinoire de Skellefteå en Suède. Elle a été construite en 1966.
Elle accueille notamment l'équipe de hockey sur glace du Skellefteå AIK de l'Elitserien. La patinoire a une capacité de 6 001 spectateurs.